# مقبرة ماركوس فيرجيليوس
قبر يوريساكس نُصُبٌ جنائزيٌ في المنطقة المجاورة مباشرة وخارج البوابة الرئيسية، في روما، تكريمًا للخباز المتميز «يوريساكس» أو «يوريساكي» وزوجته «أتيستيا»، حوالي 30 قبل الميلاد.

## علم الآثار
أُعيد اكتشاف النصب التذكاري في عام 1838، تحت حصن دفاعي من زمن هونوريوس، عندما أراد البابا غريغوري السادس عشر إعادة المشهد إلى ما كان عليه في زمن أوريليان. وكُشِفَ أن القبر يعود إلى خباز يدعى يوريساكس، وهو على الأرجح رجل متحرر نال نصيبًا من الحظ ليحقق ثروته بمساعدة زوجته.
شُيِّدَ المبنى على شكل شبه منحرف، مصنوع من الحجر الجيري، ويتضمن عناصر زخرفية تستحضر مقاييس الحبوب، أو حاويات لصنع الخبز  على الجوانب الثلاثة المتبقية، مع نقش متكرر كتب عليها بالايطالية : " Est hoc monumentum Marcei Vergilei Eurysacis pistoris، redemptoris، المظهر [oris] // Est hoc monimentum Marci Vergili Eurysac [is]"  (هذه المقبرة هي مقبرة الخباز ماركوس فيرجيليوس يوريساكس رجل أعمال و "ظاهر") ، يبدو أن الخباز كان مورّدًا رسميًا ربما مارس وظائف ثانوية لقاضي أو كاهن أو شخصية ذات أهمية,.
تُؤَكَّد مهنة الخباز يوريساس من خلال الجرة على شكل حوض خبز (محفوظة في المتحف الوطني للحمامات) التي تحتوي على رماد زوجته أتيستيا، والإفريز المنحوت في نقوش بارزة الذي يحيط بالجزء العلوي من النصب، ويُظهِر مراحل صنع الخبز المختلفة: وزن وطحن الحبوب، غربلة الدقيق، عجن العجين، تقطيع الخبز وخبزه في الفرن.

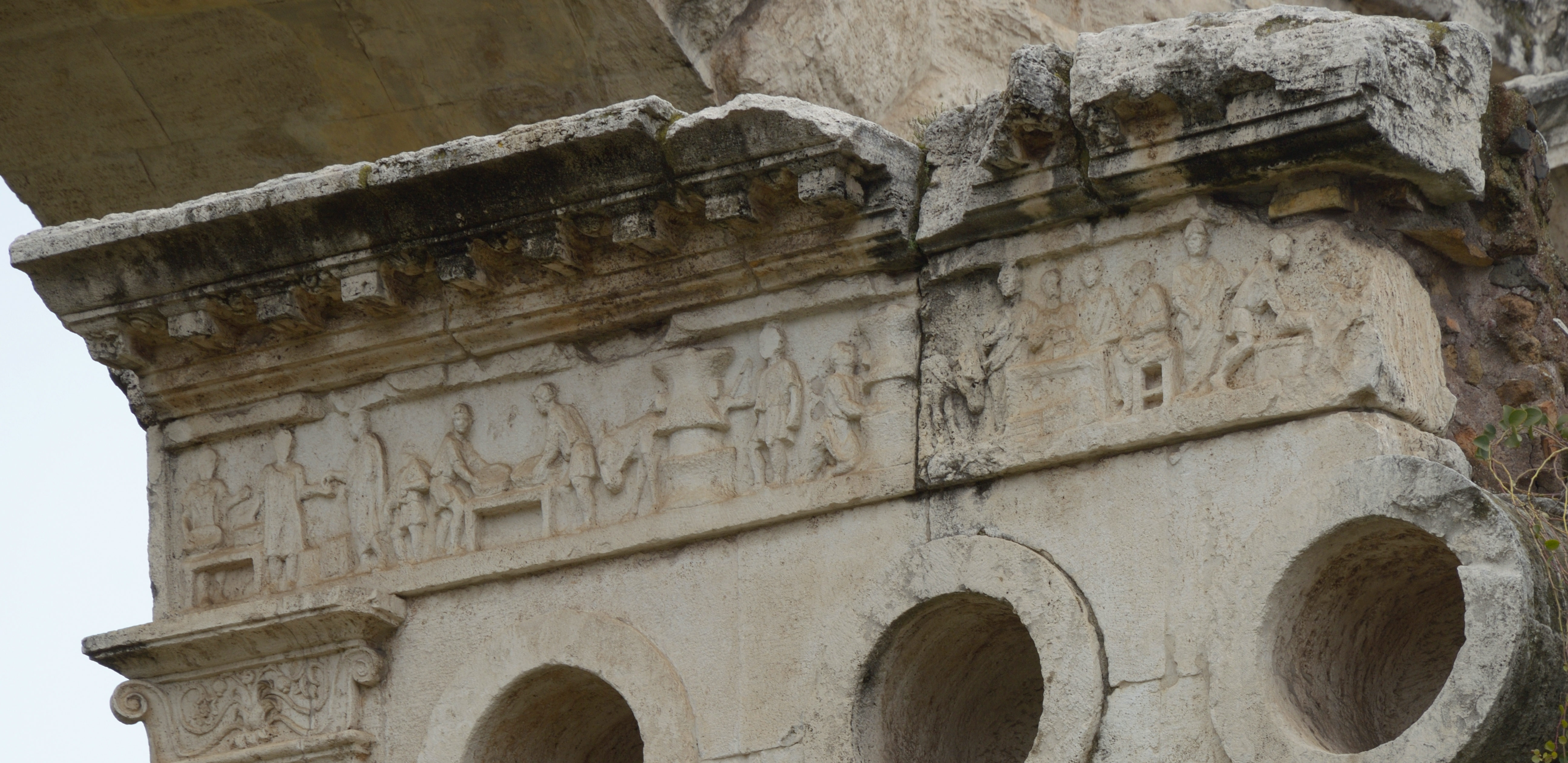
نقوش بارزة توضح كيفية صنع الخبز

المشهد البارز ، المحفوظ حاليًا في متاحف الكابيتولين ، والذي يُظهر الزوجين ، قد تم تلبيسه بالتأكيد على الجانب الشرقي غير المحفوظ من النصب التذكاري. قاعدة النصب تحمل نقشاً حديثاً يروي ظروف اكتشاف القبر وترميمه.

## المذكرات و المراجع
1. 1 2 3  Samuel Ball Platner, Sepulcrum Eurysacis, A Topographical Dictionary of Ancient Rome
2. 1 2 3  Filippo Coarelli, Guide archéologique de Rome, 1991, p. 160
3. ↑  Inscription référencée CIL I, 1203

## انظر كذلك
- بوابة رئيسية

### فهرس
- فيليبو كواريللي ، الدليل الأثري لروما ، هاشيت ، 1991 ، ص. 199-200(ردمك 2012354289)
- (بالإنجليزية) صموئيل بول بلاتنر ، Sepulcrum Eurysacis ، قاموس طوبوغرافي لروما القديمة ، لندن ، مطبعة جامعة أكسفورد ، 1929 ، على لاكوس كورتيوس .
- باولا سيانسيو روسيتو ، Il sepolcro del fornaio Marco Virgilio Eurisace a Porta Maggiore ، 1973، Nazionale di Studi Romani، Rome(ردمك 978-88-7311-067-5)

### روابط خارجية
- (بالإيطالية) Porta maggiore, Roma Segreta